# Tỉnh trưởng Chính phủ Nhân dân
Tỉnh trưởng Chính phủ nhân dân (tiếng Trung: 省级行政区行政首长, bính âm Hán ngữ: Shěng jí Xíngzhèngqū Xíngzhèng Shǒuzhǎng, Từ Hán – Việt: Tỉnh cấp hành chính khu Hành chính Thủ trưởng) là vị trí cán bộ, công vụ viên địa phương thuộc Cộng hòa Nhân dân Trung Hoa, chức vụ quản lý hành chính vai trò kinh tế – xã hội. Trung Quốc bao gồm 33 đơn vị hành chính địa phương, trong đó có 22 tỉnh, 04 thành phố trực thuộc trung ương, năm khu tự trị, hai đặc khu hành chính. Trung Quốc đại lục bao gồm 31 đơn vị hành chính (trừ hai đặc khu hành chính).
Tại mỗi đơn vị hành chính cấp tỉnh của Trung Quốc, Bí thư là người đứng đầu, Tỉnh trưởng đứng vị trí thứ hai, đều giữ hàm Chính tỉnh – Chính bộ, tương đường Bộ trưởng. Các vị trí lãnh đạo này trong Trung Hoa thế kỷ 21 thường là Ủy viên Ủy ban Trung ương Đảng Cộng sản Trung Quốc các khóa.
Đứng đầu đơn vị hành chính địa phương bao gồm Đảng bộ đơn vị hành chính và Chính phủ nhân dân đơn vị hành chính. Người đứng đầu Đảng bộ đơn vị là Bí thư Đảng ủy đơn vị hành chính, gồm các vị trí tương đương là Bí thư Tỉnh ủy, Bí thư Thành ủy, Bí thư Khu ủy. Hiện tại, Tỉnh trưởng Chính phủ nhân dân thường giữ vị trí Phó Bí thư Tỉnh ủy, đóng vai trò trong cả tổ chức Đảng và Nhà nước.
Người đứng đầu Chính phủ nhân dân đơn vị hành chính bao gồm các vị trí tương đương là Tỉnh trưởng (tỉnh), Thị trưởng (thành phố trực thuộc trung ương), Chủ tịch (khu tự trị), Trưởng quan Hành chính (Khu hành chính đặc biệt), gọi chung là Tỉnh trưởng Chính phủ nhân dân. 

## Quy định và trách nhiệm

### Quy phạm pháp luật

#### Hiến pháp nước Cộng hòa Nhân dân Trung Hoa

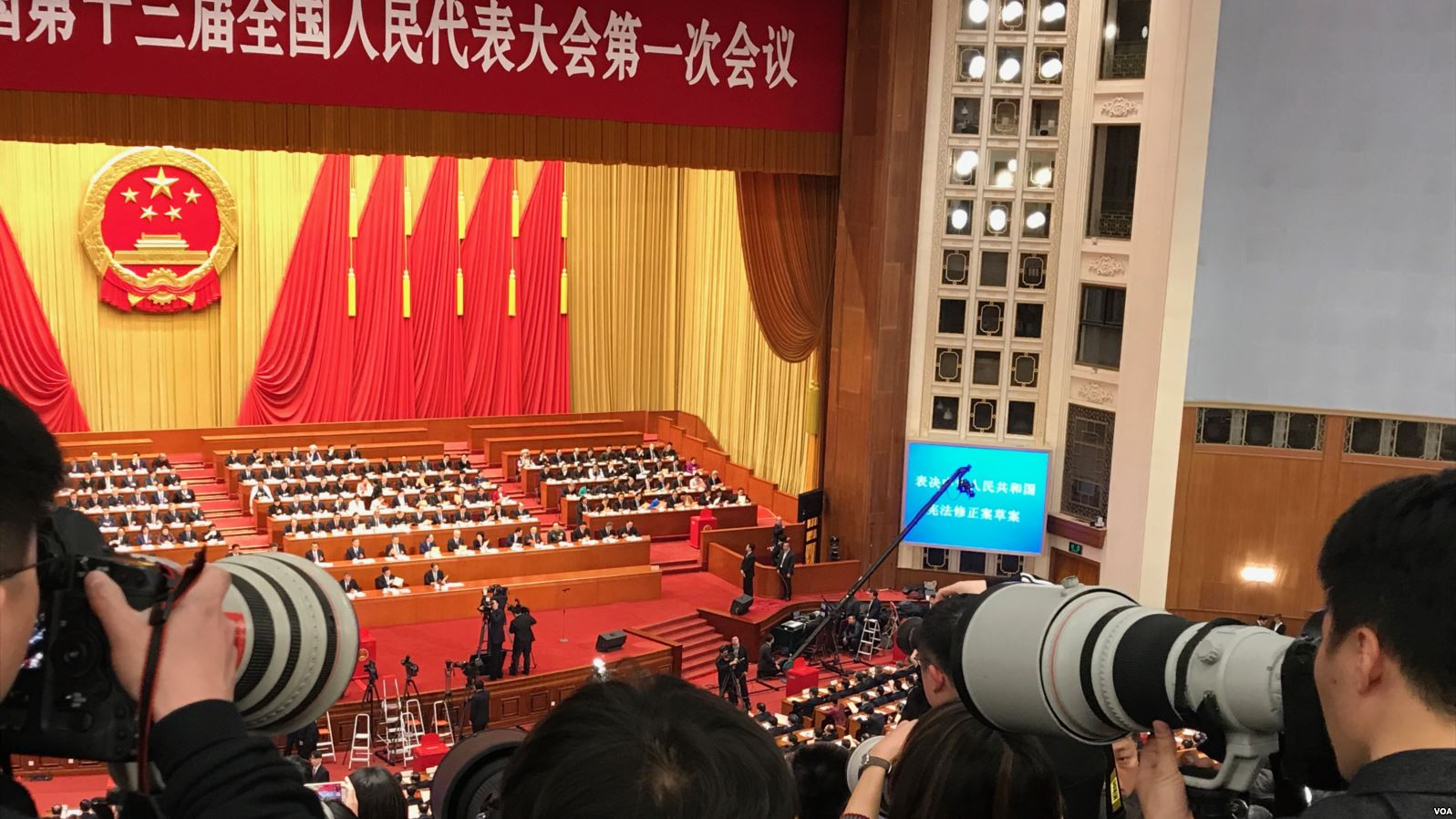
Nhân Đại Trung Quốc bổ sung Hiến pháp Bát Nhị, năm 2018.

Hiến pháp Cộng hòa Nhân dân Trung Hoa bao gồm Hiến pháp năm 1949 (Hiến pháp tạm thời), Hiến pháp Ngữ Tứ năm 1954, Hiến pháp Thất Ngũ năm 1975, Hiến pháp Thất Bát năm 1978 và hiện nay là Hiến pháp Bát Nhị năm 1982. Từ năm 1982, Đại hội đại biểu Nhân dân toàn quốc (Trung Quốc) đã sửa đổi, bổ sung Hiến pháp Bát Nhị năm lần, gần đây nhất là năm 2018. Hiến pháp Cộng hòa Nhân dân Trung Hoa chứa đựng những quy tắc tối cao về Chính phủ nhân dân cấp tỉnh. Trung Quốc tuân thủ nguyên tắc chung là Nguyên tắc tập trung dân chủ, nêu tại Điều 3, Hiến pháp Cộng hòa Nhân dân Trung Hoa. Chính phủ nhân dân các đơn vị đều là cơ quan nhà nước, là cơ quan hành chính, tuân thủ luật pháp quốc gia. Chính phủ nhân dân đơn vị, đứng đầu là Thủ trưởng được bầu bởi Đại hội Đại biểu Nhân dân đơn vị đó.
Điều 3. Nguyên tắc tập trung dân chủ.
"Đại hội Đại biểu Nhân dân Toàn quốc và Đại hội Đại biểu Nhân dân các cấp đều chịu trách nhiệm trước nhân dân, chịu sự giám sát của nhân dân. Cơ quan hành chính, cơ quan xét xử, cơ quan kiểm sát đều do Đại hội Đại biểu Nhân dân bầu ra, chịu trách nhiệm, và chịu sự giám sát của cơ quan này. Sự phân cấp chức năng, quyền hạn của cơ quan nhà nước ở trung ương và địa phương phải tuân theo sự lãnh đạo thống nhất từ trung ương dựa trên nguyên tắc phát huy đầy đủ tính chủ động, tích cực của địa phương."

Chính phủ nhân dân các đơn vị, đơn cử như Chính phủ nhân dân dân tỉnh, Chính phủ nhân dân thành phố trực thuộc trung ương, Chính phủ nhân dân khu tự trị đều là các cơ quan hành chính với lãnh đạo là Tỉnh trưởng, Thị trưởng, Chủ tịch. Tổ chức lãnh đạo các cơ quan hành chính này là Quốc vụ viện Cộng hòa Nhân dân Trung Hoa.
Điều 89. Chức năng, quyền hạn của Quốc vụ viện.
Tiểu mục (4) chức năng của Quốc vụ viện:
"Thống nhất lãnh đạo công tác của cơ quan hành chính nhà nước các cấp địa phương trên cả nước, quy định ranh giới chức năng quyền hạn giữa cơ quan hành chính nhà nước trung ương với các cấp địa phương như tỉnh, khu tự trị, thành phố trực thuộc trung ương."
Tiểu mục (14): "Sửa đổi hoặc huỷ bỏ các quyết định và mệnh lệnh không phù hợp do cơ quan hành chính nhà nước địa phương các cấp ban hành."
Tiểu mục (17): "Xem xét biên chế của cơ quan hành chính, miễn nhiệm, bồi dưỡng, sát hạch, thưởng phạt cán bộ hành chính theo quy định pháp luật."
Hiến pháp Cộng hòa Nhân dân Trung Hoa có những điều quy định về tổ chức, địa vị, chế độ trách nhiệm, nhiệm kỳ, chức năng, quyền hạn, mối quan hệ với các đơn vị hành chính khác.
Điều 105. Tổ chức, địa vị và chế độ trách nhiệm của chính phủ địa phương. Chính phủ nhân dân các cấp địa phương là cơ quan chấp hành của cơ quan quyền lực nhà nước các cấp địa phương, là cơ quan hành chính nhà nước cấp địa phương. Chính phủ nhân dân cấp tỉnh thực hiện chế độ Tỉnh trưởng, Thị trưởng, Chủ tịch chịu trách nhiệm.
Điều 106. Nhiệm kỳ của chính phủ địa phương. Chính phủ nhân dân các cấp địa phương có nhiệm kỳ trùng với nhiệm kỳ Đại hội Đại biểu nhân dân các cấp địa phương.
Điều 107. Chức năng, quyền hạn của chính phủ địa phương. Chính phủ nhân dân cấp tỉnh có quyền hạn do pháp luật quy định, quản lý các công tác hành chính, kinh tế, giáo dục, khoa học, văn hóa, vệ sinh, sự nghiệp thể chất, quy hoạch xây dựng thành phố, thị trấn, tài chính, dân chính, công an, sự nghiệp dân tộc, hành chính tư pháp, kiểm sát, sinh đẻ kế hoạch… của khu vực hành chính đó. Ban hành các quyết định và mệnh lệnh miễn nhiệm, bồi dưỡng, sát hạch và thưởng phạt công nhân viên chức. Chính phủ nhân dân cấp tỉnh quyết định quy hoạch, phân định địa giới hành chính Hương, Hương dân tộc và Trấn.
Điều 108. Mối quan hệ giữa chính phủ địa phương và chính phủ địa phương các cấp. Lãnh đạo chính phủ nhân dân cấp tỉnh phụ trách công tác các bộ phận của chính phủ nhân dân cấp dưới, có quyền sửa đổi hoặc huỷ bỏ các quyết định không phù hợp của các bộ phận trực thuộc và chính phủ nhân dân cấp dưới.
Điều 110. Mối quan hệ giữa chính phủ địa phương với Đại hội Đại biểu nhân dân cùng cấp và chính phủ cấp trên. Chính phủ nhân dân các cấp địa phương chịu trách nhiệm và báo cáo công tác với Đại hội Đại biểu nhân dân cùng cấp. Chính phủ nhân dân cấp tỉnh trong thời gian Đại hội Đại biểu Nhân dân cấp tỉnh không họp, chịu trách nhiệm và báo cáo công tác trước Uỷ ban thường vụ Đại hội Đại biểu Nhân dân cấp tỉnh. Chính phủ nhân dân cấp tỉnh chịu trách nhiệm và báo cáo công tác trước Quốc vụ viện. Chính phủ nhân dân cấp tỉnh trong cả nước đều do cơ quan hành chính nhà nước là Quốc vụ viện thống nhất lãnh đạo và phục tùng sự quản lý của Quốc Vụ viện.

#### Quy phạm pháp luật về tổ chức địa phương
Hệ thống tổ chức địa phương được xây dựng dựa trên định chế Trung Hoa. Đảng lãnh đạo toàn thể, phối hợp cùng chính quyền, tạo thành cơ cấu bốn tổ chức chủ đạo gồm: tổ chức Đảng địa phương lãnh đạo thứ nhất; tổ chức Chính phủ địa phương quản lý hành chính; tổ chức Đại hội Đại biểu Nhân dân địa phương đại diện cho Nhân dân; tổ chức Chính Hiệp địa phương đoàn kết mọi tầng lớp. Chính phủ nhân dân cấp tỉnh còn được quy định bằng Luật Tổ chức Chính quyền Nhân dân địa phương và Đại hội Đại biểu Nhân dân địa phương Trung Quốc. Các vấn đề về chức năng, nhiệm vụ của cơ quan hành chính này được quy định cụ thể tại Điều 59 của Luật này. Đó là:
- Thực hiện nghị quyết của Đại hội Đại biểu Nhân dân ở cấp tương ứng và các Ủy ban Thường vụ, cũng như các quyết định và mệnh lệnh của các Quốc vụ viện Cộng hòa Nhân dân Trung Hoa, quy định các biện pháp hành chính, và ban hành các quyết định và mệnh lệnh;
- Chỉ đạo công việc của các lĩnh vực khác nhau và chỉ đạo Chính phủ nhân dân cấp dưới;
- Thay đổi hoặc thu hồi các mệnh lệnh, hướng dẫn không phù hợp, các quyết định và mệnh lệnh không phù hợp của Chính quyền Nhân dân cấp dưới;
- Bổ nhiệm, sa thải, đào tạo, đánh giá và khen thưởng và, kỷ luật công chức, viên chức của các cơ quan hành chính nhà nước theo quy định của pháp luật;
- Thực hiện kế hoạch và ngân sách phát triển kinh tế và xã hội quốc gia, quản lý kinh tế, giáo dục, khoa học, văn hóa, y tế, thể thao, bảo vệ tài nguyên môi trường, xây dựng đô thị và nông thôn, tài chính, dân sự, an ninh công cộng, dân tộc và quản lý tư pháp trong khu vực hành chính tương. Công việc hành chính như giám sát và kế hoạch hóa gia đình;
- Bảo vệ tài sản xã hội thuộc sở hữu của toàn dân và tài sản chung của quần chúng lao động, bảo vệ tài sản tư nhân thuộc sở hữu của công dân, duy trì trật tự xã hội và bảo vệ các quyền cá nhân, dân chủ và các quyền khác của công dân;
- Bảo vệ quyền và lợi ích hợp pháp của các tổ chức kinh tế khác nhau;
- Bảo vệ quyền của các dân tộc thiểu số và tôn trọng các phong tục và tập quán của các dân tộc thiểu số, giúp các dân tộc thiểu số địa phương trong khu vực hành chính của họ thực hiện quyền tự trị khu vực theo Hiến pháp và pháp luật, và giúp tất cả các dân tộc thiểu số phát triển các chủ trương xây dựng chính trị, kinh tế và văn hóa;
- Đảm bảo quyền của phụ nữ và nam giới đối với sự bình đẳng giữa nam và nữ, trả công bằng nhau cho công việc bình đẳng và tự do kết hôn, như được quy định trong Hiến pháp và pháp luật.
- Thực thi và tuân thủ các vấn đề khác được giao bởi các cơ quan hành chính nhà nước cấp cao hơn.[3]

### Khu vực cấp tỉnh Trung Hoa
Hiện tại, với 33 đơn vị hành chính cấp tỉnh tại Cộng hòa Nhân dân Trung Hoa, có 31 lãnh đạo cấp tỉnh trưởng Chính phủ nhân dân, bao gồm 22 tỉnh trưởng ở các tỉnh, 04 thị trưởng ở các thành phố trực thuộc trung ương và 05 chủ tịch Chính phủ nhân dân ở các khu tự trị, ngang cấp Bộ trưởng. Bên cạnh đó, lãnh đạo hai đơn vị hành chính đặc biệt Hồng Kông và Ma Cao giữ chức danh Trưởng quan Hành chính Đặc khu Hành chính. 
| 1                                                                                              | An Huy                | 安徽                  | Ānhuī                 | Hợp Phì               | 12                  | Hồ Nam              | 湖南   | Húnán      | Trường Sa   |
| 2                                                                                              | Cam Túc               | 甘肃                  | Gānsù                 | Lan Châu              | 13                  | Liêu Ninh           | 辽宁   | Liáoníng   | Thẩm Dương  |
| 3                                                                                              | Cát Lâm               | 吉林                  | Jílín                 | Trường Xuân           | 14                  | Phúc Kiến           | 福建   | Fújiàn     | Phúc Châu   |
| 4                                                                                              | Chiết Giang           | 浙江                  | Zhèjiāng              | Hàng Châu             | 15                  | Quảng Đông          | 广东   | Guǎngdōng  | Quảng Châu  |
| 5                                                                                              | Giang Tô              | 江苏                  | Jiāngsū               | Nam Kinh              | 16                  | Quý Châu            | 贵州   | Guìzhōu    | Quý Dương   |
| 6                                                                                              | Giang Tây             | 江西                  | Jiāngxī               | Nam Xương             | 17                  | Sơn Đông            | 山东   | Shāndōng   | Tế Nam      |
| 7                                                                                              | Hà Bắc                | 河北                  | Héběi                 | Thạch Gia Trang       | 18                  | Sơn Tây             | 山西   | Shānxī     | Thái Nguyên |
| 8                                                                                              | Hà Nam                | 河南                  | Hénán                 | Trịnh Châu            | 19                  | Thanh Hải           | 青海   | Qīnghǎi    | Tây Ninh    |
| 9                                                                                              | Hải Nam               | 海南                  | Hǎinán                | Hải Khẩu              | 20                  | Thiểm Tây           | 陕西   | Shǎnxī     | Tây An      |
| 10                                                                                             | Hắc Long Giang        | 黑龙江                | Hēilóngjiāng          | Cáp Nhĩ Tân           | 21                  | Tứ Xuyên            | 四川   | Sìchuān    | Thành Đô    |
| 11                                                                                             | Hồ Bắc                | 湖北                  | Húběi                 | Vũ Hán                | 22                  | Vân Nam             | 云南   | Yúnnán     | Côn Minh    |
| Yêu sách Đài Loan (台湾/Táiwān) thành một tỉnh.                                                |                       |                       |                       |                       |                     |                     |        |            |             |
| Trực hạt thị (直轄市)                                                                          | Trực hạt thị (直轄市) | Tiếng                 | Bính âm               | Thủ đô Bắc Kinh       | Khu tự trị (自治区) | Khu tự trị (自治区) | Tiếng  | Bính âm    | Thủ phủ     |
| 1                                                                                              | Bắc Kinh              | 北京                  | Běijīng               | Thủ đô Bắc Kinh       | 1                   | Ninh Hạ             | 宁夏   | Níngxià    | Ngân Xuyên  |
| 2                                                                                              | Thiên Tân             | 天津                  | Tiānjīn               | Thủ đô Bắc Kinh       | 2                   | Nội Mông            | 内蒙古 | Nèi Měnggǔ | Hohhot      |
| 3                                                                                              | Thượng Hải            | 上海                  | Shànghǎi              | Thủ đô Bắc Kinh       | 3                   | Quảng Tây           | 广西   | Guǎngxī    | Nam Ninh    |
| 4                                                                                              | Trùng Khánh           | 重庆                  | Chóngqìng             | Thủ đô Bắc Kinh       | 4                   | Tân Cương           | 新疆   | Xīnjiāng   | Ürümqi      |
| Trực thuộc trung ương                                                                          | Trực thuộc trung ương | Trực thuộc trung ương | Trực thuộc trung ương | Trực thuộc trung ương | 5                   | Tây Tạng            | 西藏   | Xīzàng     | Lhasa       |
| Đặc khu (特区)                                                                                 | Đặc khu (特区)        | Tiếng                 | Bính âm               | Thời gian             | Đặc khu (特区)      | Đặc khu (特区)      | Tiếng  | Bính âm    | Thời gian   |
| 1                                                                                              | Hồng Kông             | 香港                  | Xiānggǎng             | Từ năm 1997           | 2                   | Ma Cao              | 澳門   | Àomén      | Từ năm 1999 |
| Trung Quốc có 22 tỉnh, bốn trực hạt thị, năm khu tự trị, tất cả 33 đơn vị hành chính cấp tỉnh. |                       |                       |                       |                       |                     |                     |        |            |             |

Bản đồ đơn vị hành chính Cộng hòa Nhân dân Trung Hoa:

## Lịch sử
Trong lịch sử Cộng hòa Nhân dân Trung Hoa, chức vụ Tỉnh trưởng Chính phủ nhân dân đứng đầu cơ quan hành chính địa phương từng đổi tên là:
- Chủ tịch Chính phủ nhân dân tỉnh (1949–1955).
- Tỉnh trưởng Ủy ban Nhân dân (1955–1967)
- Chủ nhiệm Ủy ban Quân Giải phóng Nhân dân Trung Quốc Kiểm soát tỉnh (1967–1968)
- Chủ nhiệm Ủy ban Cách mạng tỉnh (1968–1979)
- Tỉnh trưởng Chính phủ nhân dân (1979–nay)

Các tên gọi Tỉnh trưởng Chính phủ nhân dân hiện nay gồm Tỉnh trưởng, Thị trưởng, Chủ tịch và Trưởng quan.

## Danh sách Tỉnh trưởng Chính phủ nhân dân

### Theo nhiệm kỳ
- Danh sách Tỉnh trưởng Chính phủ nhân dân Trung Quốc nhiệm kì 2017 - 2022
- Danh sách Tỉnh trưởng Chính phủ nhân dân Trung Quốc nhiệm kỳ 2022 - 2027

### Theo địa phương
Khu vực đại lục
- Tỉnh trưởng Chính phủ nhân dân tỉnh An Huy
- Tỉnh trưởng Chính phủ nhân dân tỉnh Cam Túc
- Tỉnh trưởng Chính phủ nhân dân tỉnh Cát Lâm
- Tỉnh trưởng Chính phủ nhân dân tỉnh Chiết Giang
- Tỉnh trưởng Chính phủ nhân dân tỉnh Giang Tây
- Tỉnh trưởng Chính phủ nhân dân tỉnh Giang Tô
- Tỉnh trưởng Chính phủ nhân dân tỉnh Hà Bắc
- Tỉnh trưởng Chính phủ nhân dân tỉnh Hà Nam
- Tỉnh trưởng Chính phủ nhân dân tỉnh Hắc Long Giang
- Tỉnh trưởng Chính phủ nhân dân tỉnh Hải Nam
- Tỉnh trưởng Chính phủ nhân dân tỉnh Hồ Bắc
- Tỉnh trưởng Chính phủ nhân dân tỉnh Hồ Nam
- Tỉnh trưởng Chính phủ nhân dân tỉnh Liêu Ninh
- Tỉnh trưởng Chính phủ nhân dân tỉnh Phúc Kiến
- Tỉnh trưởng Chính phủ nhân dân tỉnh Quảng Đông
- Tỉnh trưởng Chính phủ nhân dân tỉnh Quý Châu
- Tỉnh trưởng Chính phủ nhân dân tỉnh Sơn Đông
- Tỉnh trưởng Chính phủ nhân dân tỉnh Sơn Tây
- Tỉnh trưởng Chính phủ nhân dân tỉnh Thanh Hải
- Tỉnh trưởng Chính phủ nhân dân tỉnh Thiểm Tây
- Tỉnh trưởng Chính phủ nhân dân tỉnh Tứ Xuyên
- Tỉnh trưởng Chính phủ nhân dân tỉnh Vân Nam

Thành phố trực thuộc trung ương
- Thị trưởng Chính phủ nhân dân thành phố Bắc Kinh
- Thị trưởng Chính phủ nhân dân thành phố Thiên Tân
- Thị trưởng Chính phủ nhân dân thành phố Thượng Hải
- Thị trưởng Chính phủ nhân dân thành phố Trùng Khánh

Vùng tự trị
- Chủ tịch Chính phủ nhân dân Khu tự trị dân tộc Hồi Ninh Hạ
- Chủ tịch Chính phủ nhân dân Khu tự trị Nội Mông Cổ
- Chủ tịch Chính phủ nhân dân Khu tự trị dân tộc Choang Quảng Tây
- Chủ tịch Chính phủ nhân dân Khu tự trị Duy Ngô Nhĩ Tân Cương
- Chủ tịch Chính phủ nhân dân Khu tự trị Tây Tạng

Đặc khu hành chính
- Đặc khu trưởng Hồng Kông
- Đặc khu trưởng Ma Cao